# Natalja Sorokina
Natalja Władimirowna Sorokina z d. Gusiewa (ros. Наталья Владимировна Сорокина z d. Гусева, ur. 12 września 1982 r. w Tichwinie) – rosyjska biathlonistka, brązowa medalistka mistrzostw świata.

## Kariera
Zaczęła uprawiać biathlon w wieku dwunastu lat, w 1994 roku. W Pucharze Świata zadebiutowała 23 stycznia 2004 roku w Pokljuce, zajmując 52. miejsce w sprincie. Pierwsze punkty wywalczyła 16 stycznia 2004 roku w Ruhpolding, gdzie zajęła 30. miejsce w tej samej konkurencji. Pierwszy raz na podium zawodów pucharowych stanęła tydzień później w Anterselvie, wygrywając rywalizację w sprincie. W zawodach tych wyprzedziła Czeszkę Kateřinę Holubcovą i swą rodaczkę - Swietłanę Iszmuratową. W kolejnych startach jeszcze trzy razy stanęła na podium: 25 stycznia 2004 roku w Anterselvie była druga w biegu masowym, 7 grudnia 2005 roku w Hochfilzen była trzecia w biegu indywidualnym, a 3 lutego 2007 roku w Anterselvie zajęła trzecie miejsce w sprincie. Najlepsze wyniki osiągnęła w sezonie 2005/2006, kiedy zajęła 21. miejsce w klasyfikacji generalnej.
Na mistrzostwach świata w Anterselvie w 2007 roku wywalczyła brązowy medal w sprincie. Uległa tam tylko Niemce Magdalenie Neuner i Annie Carin Zidek ze Szwecji. Na tej samej imprezie była też między innymi czwarta w biegu pościgowym i biegu masowym. Rok wcześniej wzięła udział w igrzyskach olimpijskich w Turynie, gdzie w swoim jedynym starcie zajęła 24. miejsce w biegu masowym.

## Osiągnięcia

### Igrzyska olimpijskie
| Rok  | Miejscowość | Konkurencje | Konkurencje | Konkurencje | Konkurencje | Konkurencje | Konkurencje | Konkurencje |
| Rok  | Miejscowość | IN          | SP          | PU          | MS          | RL          | MR          | SR          |
| ---- | ----------- | ----------- | ----------- | ----------- | ----------- | ----------- | ----------- | ----------- |
| 2006 | Turyn       | –           | –           | –           | 24.         | –           | nd.         | –           |

### Mistrzostwa świata
| Rok  | Miejscowość     | Konkurencje | Konkurencje | Konkurencje | Konkurencje | Konkurencje | Konkurencje | Konkurencje |
| Rok  | Miejscowość     | IN          | SP          | PU          | MS          | RL          | MR          | SR          |
| ---- | --------------- | ----------- | ----------- | ----------- | ----------- | ----------- | ----------- | ----------- |
| 2004 | Oberhof         | –           | 17.         | 10.         | 7.          | –           | nd.         | –           |
| 2005 | Hochfilzen      | 19.         | –           | –           | –           | –           | nd.         | –           |
| 2006 | Pokljuka        | nd.         | nd.         | nd.         | nd.         | nd.         | 16.         | –           |
| 2007 | Anterselva      | –           | 3.          | 4.          | 4.          | 7.          | 9.          | –           |
| 2008 | Östersund       | –           | 25.         | 30.         | –           | –           | –           | –           |
| 2011 | Chanty-Mansyjsk | –           | 14.         | –           | –           | –           | –           | –           |

### Puchar Świata

#### Miejsca w klasyfikacji generalnej
| Sezon     | Miejsce |
| --------- | ------- |
| 2003/2004 | 24.     |
| 2004/2005 | 25.     |
| 2005/2006 | 21.     |
| 2006/2007 | 32.     |
| 2007/2008 | 30.     |
| 2010/2011 | 31.     |
| 2011/2012 | 79.     |
| 2012/2013 | -       |

#### Miejsca na podium chronologicznie
| Lp. | Dzień       | Rok  | Miejscowość | Konkurencja                | Lokata | Pudła   | Czas biegu | Strata  | Zwycięzca        |
| --- | ----------- | ---- | ----------- | -------------------------- | ------ | ------- | ---------- | ------- | ---------------- |
| 1.  | 23 stycznia | 2004 | Anterselva  | Sprint na 7,5 km           | 1.     | 0+0     | 21:24,0    | –       | –                |
| 2.  | 25 stycznia | 2004 | Anterselva  | Bieg masowy na 12,5 km     | 2.     | 1+1+1+0 | 41:09,2    | +0,2    | Linda Grubben    |
| 3.  | 7 grudnia   | 2005 | Hochfilzen  | Bieg indywidualny na 15 km | 3.     | 1+1+0+0 | 49:06,3    | +1:45,7 | Anna Carin Zidek |
| 4.  | 3 lutego    | 2007 | Anterselva  | Sprint na 7,5 km           | 3.     | 0+1     | 22:46,9    | +2,3    | Magdalena Neuner |